# Mesagraecia bicolor
Mesagraecia bicolor är en insektsart som beskrevs av Sigfrid Ingrisch 1998. Mesagraecia bicolor ingår i släktet Mesagraecia och familjen vårtbitare. Inga underarter finns listade i Catalogue of Life.